# Hans Ferdinand Linskens
Hans Ferdinand Linskens (n. 22 mai 1921, Lahr/Schwarzwald, Baden-Württemberg, Germania – d. 13 august 2007) a fost un botanist și genetician german. Din 1957 până în 1986 a fost profesor de botanică la Universitatea Radboud Nijmegen. Linskens a fost redactor-șef al Theoretical and Applied Genetics (1977-1987) și Sexual Plant Reproduction. În afară jurnal editor, el a fost, de asemenea, un editor de manuale influent.
Linskens a fost un membru ales al Academiei Leopoldine, Linnean Society of London, Koninklijke Nederlandse Akademie van Wetenschappen iar Academie Royale des Sciences de Belgique.